# Marion Mahlknecht
Marion Mahlknecht (1968) è un'ex sciatrice alpina italiana.

## Biografia
Marion Mahlknecht vinse la medaglia di bronzo nella discesa libera ai Campionati italiani nel 1985 e disputò i Mondiali juniores di Bad Kleinkirchheim 1986, dove si classificò 21ª sia nella discesa libera sia nello slalom gigante; non prese parte a rassegne olimpiche né ottenne piazzamenti in Coppa del Mondo o ai Campionati mondiali.

## Palmarès

### Campionati italiani
- 1 medaglia[1]:
  - 1 bronzo (discesa libera nel 1985)